# Chloe Bridges
Chloe Suazo (Thibodaux, Luisiana; 27 de diciembre de 1991), conocida profesionalmente como Chloe Bridges, es una actriz estadounidense. Es conocida por sus papeles como Zoey Moreno en la sitcom Freddie (2005–06) y como Dana Turner en la película original de Disney Channel Camp Rock 2: The Final Jam (2010). Ha participado en las películas Forget Me Not (2009), Family Weekend (2013), Mantervention (2014), The Final Girls (2015), y Nightlight (2015). También ha interpretado a Donna LaDonna en The Carrie Diaries, Sydney en Pretty Little Liars, y Kibby en Daytime Divas.

## Primeros años
Bridges nació en Thibodaux, Louisiana. Cuando era pequeña fue a un campamento de arte donde aprendió alfarería y a pintar. En 2012, Bridges asistió a la Escuela de Estudios Generales de la Universidad de Columbia en Nueva York.

## Carrera
De 2005 a 2006, Bridges debutó como actriz formando parte del elenco principal como Zoey Moreno en la serie de ABC Freddie, protagonizada por Freddie Prinze Jr. La serie fue cancelada tras una temporada. Interpretó este papel en un episodio crossover con George Lopez. Después de la cancelación de Freddie, en 2008, actuó en un episodio de Out of Jimmy's Head como Undine, seguido por su interpretación de Tammy Anderson en la película de comedia dramática The Longshots protagonizada por Ice Cube y Keke Palmer, la película es dirigida por Fred Durst y está basada en hechos reales sobre Jasmine Plummer, la primera mujer en participar en el torneo de fútbol Pop Warner. Al año siguiente, apareció en las películas Legally Blondes y Forget Me Not como Ashley Meadows y Layla, respectivamente.
En 2010, Bridges actuó en la película para televisión de Disney Channel Camp Rock 2: The Final Jam como Dana Turner, el interés amoroso de Nate, interpretado por Nick Jonas. Bridges audicionó originalmente para el papel de Mitchie Torres en la primera película de Camp Rock, pero finalmente fue para Demi Lovato.
En abril de 2014, obtuvo un papel recurrente en la quinta temporada de la serie de ABC Family Pretty Little Liars como Sydney Driscoll, el miembro más nuevo del equipo de natación, que se hace amigo de Emily Fields (Shay Mitchell). Interpretó a Sydney hasta el final de la serie en 2017. Bridges declaró que su personaje fue escrito oficialmente para ella.
En 2015, Bridges actuó en las películas de terror The Final Girls y Nightlight como Paula y Nia, respectivamente.
En agosto de 2016, Bridges fue seleccionada como Kibby, una ex estrella infantil y adicta en recuperación, en la serie dramática de VH1 Daytime Divas, que se estrenó el 5 de junio de 2017.

## Vida personal
Después de conocerse en el set de The Final Girls en 2014, empezó a salir con Adam DeVine en febrero de 2015. El 24 de octubre de 2019 se hizo público que estaban comprometidos. Se casaron el 9 de octubre de 2021.
El 2 de octubre de 2023, anunciaron que iban a ser padres. Su hijo, Beau Devine, nació el 16 de febrero de 2024.

## Filmografía
| Cine       | Cine                             | Cine            | Cine                                       |
| Año        | Título                           | Rol             | Notas                                      |
| ---------- | -------------------------------- | --------------- | ------------------------------------------ |
| 2007       | The Longshots                    | Tammy Anderson  |                                            |
| 2009       | Legally Blondes                  | Ashley Meadows  |                                            |
| 2009       | Forget Me Not                    | Layla           |                                            |
| 2013       | Family Weekend                   | Kat             |                                            |
| 2014       | Mantervention                    | Katie           |                                            |
| 2015       | Final Girls                      | Paula           |                                            |
| 2015       | Nightlight                       | Nia             |                                            |
| 2016       | Mike and Dave Need Wedding Dates |                 |                                            |
| 2018       | Little Bitches                   | Brooke          |                                            |
| 2018       | Game Over, Man!                  | Diana           |                                            |
| TBA        | Browse                           | Veronica        | En posproducción                           |
| TBA        | Airplane Mode                    |                 | En posproducción                           |
| TBA        | Miles                            | Nicki           | En posproducción                           |
| Televisión |                                  |                 |                                            |
| Año        | Título                           | Rol             | Notas                                      |
| 2005–06    | Freddie                          | Zoey Moreno     | Elenco principal                           |
| 2006       | George Lopez                     | Zoey Moreno     | Episodio: «George Gets Cross Over Freddie» |
| 2008       | Out of Jimmy's Head              | Undine          | Episodio: «Bad Fad»                        |
| 2010       | Camp Rock 2: The Final Jam       | Dana Turner     | Película para televisión                   |
| 2011       | Worst. Prom. Ever.               | Neve Spernak    | Película para televisión                   |
| 2011       | 90210                            | Alexis          | 3 episodios                                |
| 2011       | Suburgatory                      | Misty           | Episodio: «Halloween»                      |
| 2012       | New Girl                         | Chloe           | Episodio: «Kids»                           |
| 2013–14    | The Carrie Diaries               | Donna LaDonna   | Elenco principal                           |
| 2013       | Social Nightmare                 | Emily Hargroves | Película para televisión                   |
| 2014–17    | Pretty Little Liars              | Sydney Driscoll | papel recurrente, 10 episodios             |
| 2015       | Rizzoli & Isles                  | Tory Garrett    | Episodio: «Nice to Meet You, Dr. Isles»    |
| 2015–16    | Faking It                        | Zita Cruz       | 5 episodios                                |
| 2016       | The Grinder                      | Calista         | Episodio: «For the People»                 |
| 2017       | Daytime Divas                    | Kibby Ainsley   | Elenco principal                           |
| 2018       | Insatiable                       | Roxy            | 5 episodios                                |
| 2019       | Charmed                          | Tessa           | 2 episodios                                |